# Lista de vieses cognitivos
Vieses cognitivos são as tendências que podem levar a desvios sistemáticos de lógica e a decisões irracionais, frequentemente estudadas em psicologia e economia comportamental.
Há controvérsias sobre como classificar esses vieses ou como explicá-los. Alguns deles são consequências de nossos usos de processamento de informações (ou seja, atalhos mentais), chamados de heurística, que o cérebro usa para produzir decisões ou julgamentos. Tais efeitos são chamados tendências cognitivas. Os vieses têm uma variedade de formas e podem ser vistos como vieses cognitivos ("frios"), tais como ruído mental, ou vieses cognitivos motivacionais ("quentes"), tais como quando as decisões são distorcidas por crenças e desejos.
Também há controvérsias quanto ao facto de algumas destas tendências serem sempre inúteis e irracionais ou se são comportamentos úteis. Por exemplo, quando conhecem alguém, as pessoas tendem a fazer perguntas importantes que parecem favorecer e confirmar suas suposições sobre a pessoa. Esse tipo de viés de confirmação pode ser visto como um exemplo de habilidade social.

## Tomada de decisões e vieses comportamentais
Muitos dos vieses afetam a formação de crenças, decisões de negócios e financeiras e o comportamento humano em geral. Eles emergem como resultados replicáveis em condições específicas. Quando confrontado com situações específicas, o desvio pode normalmente ser caracterizado como:
- Efeito de ambiguidade — tendência de evitar opções nas quais a falta de informações faz com que a probabilidade pareça "desconhecida".
- Ancoragem ou focalismo  — tendência a confiar demais, ou "ancorar-se", em uma referência do passado ou em uma parte da informação na hora de tomar decisões.
- Viés atencional — tendência de prestar atenção a estímulos emocionais dominantes em seu ambiente e negligenciar dados relevantes ao fazer julgamentos de correlação ou associação.
- Heurística de disponibilidade — tendência na qual as pessoas predizem a frequência de um evento, baseando-se no quão fácil conseguem lembrar de um exemplo.
- Escalada irracional de compromisso - persistir em uma decisão/ação que gera prejuízo, por já ter investido muito nessa decisão, apesar das evidências do erro.
- Cascata de disponibilidade — um processo de autorreforço no qual uma crença coletiva ganha mais e mais plausibilidade por meio da crescente repetição no discurso público (ou "repita algo mil vezes e ele torna-se verdadeiro").
- Backfire effect (ou Efeito tiro pela culatra) — quando as pessoas reagem refutando evidências pela força de suas crenças.
- Efeito adesão — a tendência de fazer (ou acreditar) em coisas porque muitas outras pessoas fazem (ou acreditam) na mesma coisa.
- Falácia da probabilidade de base — a tendência de basear julgamentos em especificidades, ignorando informações estatísticas gerais.
- Viés da crença — efeito onde a avaliação da consistência lógica do argumento é influenciado pela credibilidade da conclusão.
- Viés do ponto cego — a tendência de ver-se menos enviesado que outras pessoas ou identificar mais vieses cognitivos nos outros que em si próprio.
- Viés pró-escolha — a tendência de lembrar que suas decisões foram melhores do que elas realmente foram.
- Ilusão de agrupamentos — a tendência de pensar que eventos aleatórios que ocorrem em aglomerados não são eventos realmente aleatórios.
- Viés de confirmação (ou tendência de confirmação) — tendência das pessoas de procurarem ou interpretarem informações de forma que estas confirmem suas crenças ou hipóteses.
- Viés da congruência — a tendência de testar hipóteses exclusivamente através de testes diretos ao invés de testar possíveis hipóteses alternativas.
- Viés de sobrevivência — é a tendência de se concentrar nas pessoas ou coisas que passaram por um processo de seleção e ignorar as que não passaram, tipicamente por falta de visibilidade, o que pode levar a várias conclusões falsas. É uma forma de viés de seleção.
- Falácia da conjunção — a tendência para assumir que condições específicas são mais prováveis do que as condições gerais.
- Conservadorismo (Bayesiana) — a tendência de revisar crenças insuficientemente quando se apresenta nova evidência (estimativas de probabilidades condicionais são conservadoras).
- Efeito Contraste — aumento ou diminuição de uma medida quando comparando com algum objeto contrastante recentemente observado.
- Maldição do Conhecimento — quando pessoas mais bem informadas de algum assunto acham extremamente difícil de se pensar no tema sob a perspectiva de pessoas com menor conhecimento sobre o mesmo tópico.
- Efeito de dominância assimétrica — a preferência de escolha muda quando existe uma terceira opção que é assimetricamente dominada.
- Efeito da denominação — a tendência de gastar mais dinheiro quando o temos em pequenas quantidades (por exemplo: moedas) ao invés de grandes quantidades (por exemplo: notas).
- Viés da distinção — tendência de ver duas opções de forma diferente quando avaliando-as simultaneamente do que quando avaliando-as separadamente.
- Vácuo da empatia — a tendência de subestimar a influência ou força dos sentimentos, em si próprio ou em outros.
- Efeito dotação — é tendência na qual as pessoas muitas vezes exigem muito mais para desistir de um objeto do que eles estariam dispostos a pagar para adquiri-lo.
- Efeito Dunning-Kruger — tendência de pessoas pouco qualificadas de superestimarem suas próprias habilidades.[1]
- Essencialismo — categorizar pessoas e coisas de acordo com sua natureza essencial, apesar das variações.
- Expectativa exagerada — com base em estimativas, no mundo real a evidência acaba sendo menos extrema que nossas expectativas (condicionalmente inverso do viés do conservadorismo).
- Viés da expectativa — a tendência de experimentadores de acreditar, certificar e publicar dados que concordam suas expectativas para o resultado de uma experiência e desacreditar e descartar ponderações correspondentes que aparecem em conflito com essas expectativas.
- Viés de proporcionalidade — é a tendência inata das pessoas em assumir que grandes eventos têm grandes causas. Pode explicar a tendência das pessoas de acreditarem em teorias da conspiração.[2][3]
- Efeito do falso consenso — a tendência de alguém exagerar no quanto outras pessoas concordam com ela.

## Vieses em probabilidade e em crenças
- Estereótipo — esperar que um membro de um grupo tenha certas características sem ter informações reais sobre esse indivíduo.
- Pareidolia — a tendência de perceber um estímulo vago e aleatório (geralmente uma imagem ou um som) como algo significativo, por exemplo, ver imagens de animais ou faces em nuvens.

## Vieses sociais
- Efeito Forer (também conhecido como efeito Barnum) — a tendência de creditar altos níveis de precisão a descrições de personalidades que supostamente foram adaptadas ao observador, mas são na verdade vagas e gerais o suficiente para se aplicar a uma grande gama de pessoas. Por exemplo, horóscopos.
- Projeção — a tendência de inconscientemente presumir que as outras pessoas compartilham dos mesmos estados emocionais, pensamentos e valores atuais próprios.
- Viés da autoconveniência — a tendência de reivindicar mais responsabilidade pelos sucessos do que pelas falhas. Este viés também pode se manifestar como a tendência de avaliar informações ambíguas de uma forma benéfica a interesses próprios.
- Viés econômico - A aplicação do conceito do Efeito Dunning-Kruger e do Viés da autoconveniência na economia e em outras ciências sociais relacionadas.
- Efeito de líder de torcida — tendência que leva pessoas a considerar indivíduos mais atraentes quando estão em um grupo.
- Efeito de homogeneidade de exogrupo — tendência de ver pessoas de outro grupo como iguais e homogêneas ao mesmo tempo que vê pessoas do próprio grupo como diferentes e heterogêneas.

## Erros de memória
- Confabulação — é a confusão da imaginação com a memória, ou a confusão entre memórias verdadeiras e falsas.
- Sugestionabilidade — é a qualidade de estar disposto a aceitar e agir de acordo com a sugestão de outras pessoas.

## Causas teóricas comuns de alguns vieses cognitivos
- Atribuição
- Dissonância cognitiva
- Heurística